# Сьвенцани (метеорит)
Сьвенцани (Święcany) — кам'янистий метеорит, що належить до олівін-бронзитових хондритів L5, знайдений у 2004 році поблизу села Сьвенцани у Польщі.
Метеорит знайшла дівчинка Катажина Демпчинська на місцевій гравійній дорозі (раніше дядько дівчинки розповідав і показував їй метеорити). Знайдений екземпляр важив близько 8-10 г. Гравій для дороги прибув зі Сколишина і був насипаний у 2003 році. Знайдений метеорит потрапив до професора Лукаша Карвовського з Сілезького університету, де після дослідження він був класифікований як хондрит L. На зрізах метеорита можна побачити досить великі хондри та зерна піроксенів і олівінів. Збережений на даний момент фрагмент важить 6,62 г.